# Luca Ceci
Luca Ceci (* 31. Dezember 1988 in Ascoli Piceno) ist ein italienischer Bahnradsportler.

## Sportliche Laufbahn
2010 startete Luca Ceci bei den Bahn-Weltmeisterschaften in Ballerup bei Kopenhagen, konnte sich aber nicht vorne platzieren. Bei den Bahn-Europameisterschaften im selben Jahr belegte er im Teamsprint Platz neun, gemeinsam mit seinen Cousins Francesco Ceci und Valerio Catellini. 2011 wurde er zweifacher italienischer Meister, im Sprint sowie im Teamsprint, gemeinsam mit Catellini und Francesco Ceci. 
Bis einschließlich 2017 wurde Ceci acht Mal italienischer Meister in Sprint und Teamsprint.
Luca Ceci ist ein Sohn des ehemaligen Sprinters Vincenzo Ceci; Francesco Ceci, Valerio Catellini sowie Francescos jüngerer Bruder, Davide Ceci, sind seine Cousins. 2012 fuhren die Sportler für das Team Ceci Dreambike, ein UCI Track Team.

## Doping
Ab 26. September 2012 wurde Ceci wegen Dopings mit dem Präparat 4-Metil-2-Esanamina zunächst für zwei Jahre gesperrt. Später wurde die Sperre auf acht Monate verkürzt.

## Erfolge
2011
- Italienischer Meister – Sprint, Teamsprint (mit Valerio Catellini und Francesco Ceci)

2012
- Italienischer Meister – Sprint, Teamsprint (mit Loris Poli und Valerio Catelini)

2013
- Italienischer Meister – Teamsprint (mit Giacomo Del Rosario, Giovanni Longo und Paolo Marti)

2015
- Italienischer Meister – Teamsprint (mit Lucy Virdis, Davide Ceci und Dario Zampieri)

2016
- Italienischer Meister – Sprint

2017
- Italienischer Meister – Sprint

## Teams
- 2012 Team Ceci Dreambike